# Алојзи Фортунат Жулковски
Алојзи Фортунат Гонзага Жулковски (пољ. Fortunat Alojzy Gonzaga Żółkowski; 2. новембар 1777 — Варшава, 11. септембар 1822) је био Пољски глумац, комичар, преводилац и уредник хумористичких часописа.
Наступао је у пољском Народном позоришту.

## Значајне улоге
- Miechodmuch Cud mniemany, czyli Krakowiacy i górale
- Kartofel Gaweł na księżycu
- Lurwell Henryk VI na łowach
- Szafarz Tadeusz Chwalibóg
- Baron Kopciuszek
- Pustak Fircyk w zalotach
- Kopp Młodość Henryka V
- Don Bartolo Cyrulik sewilski (P. Beaumarchais)
- Polkwicer Nasze przedbiegi
- Lisiewicz Pan Geldhab (A. Fredro)
- main roles in Molière's Mieszczanin szlachcicem, Doktor z musu, Georges Dandin and Anzelm in Szkoła kobiet